# Відносини Екваторіальна Гвінея — Європейський Союз
Відносини між Екваторіальною Гвінеєю та Європейським Союзом здебільшого засновані на Угоді Котону.

## Відсутність представництва та допомоги з метою розвитку
Екваторіальна Гвінея зробила застереження до статті 11 Угоди Котону за його ратифікації. У цій статті йдеться про Міжнародний кримінальний суд і міститься заклик до держави ратифікувати Римський статут. Отже, Європейський Союз, враховуючи, що застереження позбавило згоди його істоти, вважав ратифікацію недійсною. В результаті Екваторіальна Гвінея не змогла скористатися 10-м та 11-м Європейськими фондами розвитку. Так само Європейський Союз не направив делегацію до Екваторіальної Гвінеї. Тому він представлений на території Екваторіальної Гвінеї представництвами своїх держав-членів по черзі та посольством, заснованим у Габоні.